# 聖公會聖匠堂社區中心

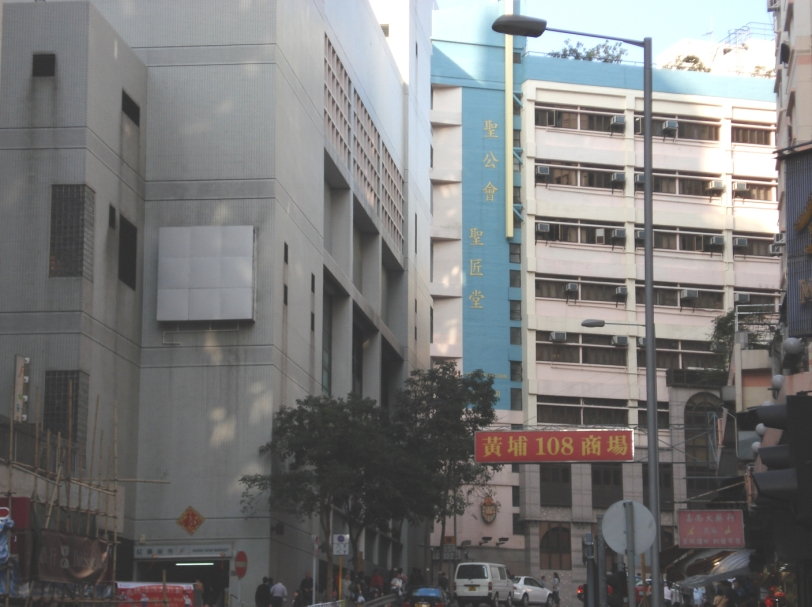
聖公會聖匠堂社區中心所在的聖公會聖匠堂

聖公會聖匠堂社區中心（英語：Sheng Kung Hui Holy Carpenter Church），是香港紅磡區的一個社區中心，由聖公會聖匠堂管理經營，位於戴亞街一號聖公會聖匠堂四樓，鄰近聖匠中學及紅磡市政大廈。聖公會聖匠堂社區中心提供青年活動及就業培訓等社區服務。
聖匠堂社區中心在2008/09年度「青少年見習就業計劃」中，於「個案管理服務評分最高的十大培訓機構」中獲評為第四。
2010年1月馬頭圍道唐樓倒塌事故發生後，聖公會聖匠堂社區中心成為災民的臨時收容中心。

## 主辦團體
聖公會聖匠堂是香港聖公會東九龍教區轄下的一所教堂。建於1954年，為紅磡社區傳福音及經辦教育、醫療及社會服務。聖匠堂屬下單位包括有聖匠堂社區中心、聖匠堂長者地區中心、聖公會聖匠中學、聖匠小學、聖匠賓館及聖匠牙科診所。

## 鄰近
- 聖公會聖匠中學
- 明愛社區書院-紅磡
- 紅磡邨
- 家維邨
- 黃埔站
- 紅磡聖母堂
- 紅磡市政大廈

## 外部連結
- 聖公會聖匠堂
- 聖公會聖匠堂社區中心